# Frankenstein (chanson)
Pour les articles homonymes, voir Frankenstein.
Singles de France Gall
Caméléon, caméléon
(1971) Les Petits Ballons
(1972)
Frankenstein est une chanson écrite et composée par Serge Gainsbourg, interprétée par France Gall en 1972.
La chanson s'inspire du film américain La Fiancée de Frankenstein de James Whale, sorti en 1935.

## Fiche technique
- Titre : Frankenstein
- Paroles : Serge Gainsbourg
- Musique : Serge Gainsbourg
- Interprète d’origine : France Gall, en face A du 45 tours simple Pathé-Marconi C006-12207
- Arrangements et direction musicale : Jean-Claude Vannier
- Production : Serge Gainsbourg
- Année de production : 1972[1]
- Enregistrement : studios Pathé-Marconi de Boulogne-Billancourt (Hauts-de-Seine)[2]
- Éditions : Melodie Nelson Publishing/Sidonie
- Parution : 23 mai 1972[2]
- Durée : 2 min 25 s

## Thèmes et contexte
C'est l'agent artistique Bertrand de Labbey du label Pathé-Marconi qui a sollicité Serge Gainsbourg pour savoir s'il serait disposé pour écrire à nouveau des chansons pour France Gall : « J'ai appelé Gainsbourg qui a été d'une courtoisie exquise, alors que j'avais craint qu'il m'envoie balader sous prétexte que France ne vendait plus de disques depuis longtemps. Il lui a écrit deux titres, Frankenstein et Les Petits Ballons. […] Serge a dirigé les séances, infiniment respectueux des autres, et j'étais émerveillé de travailler avec lui ». Mais France Gall ajoute : « Les textes étaient parfaits, mais ce n'était pas ce que j'attendais. Je n'étais pas heureuse de les enregistrer ».

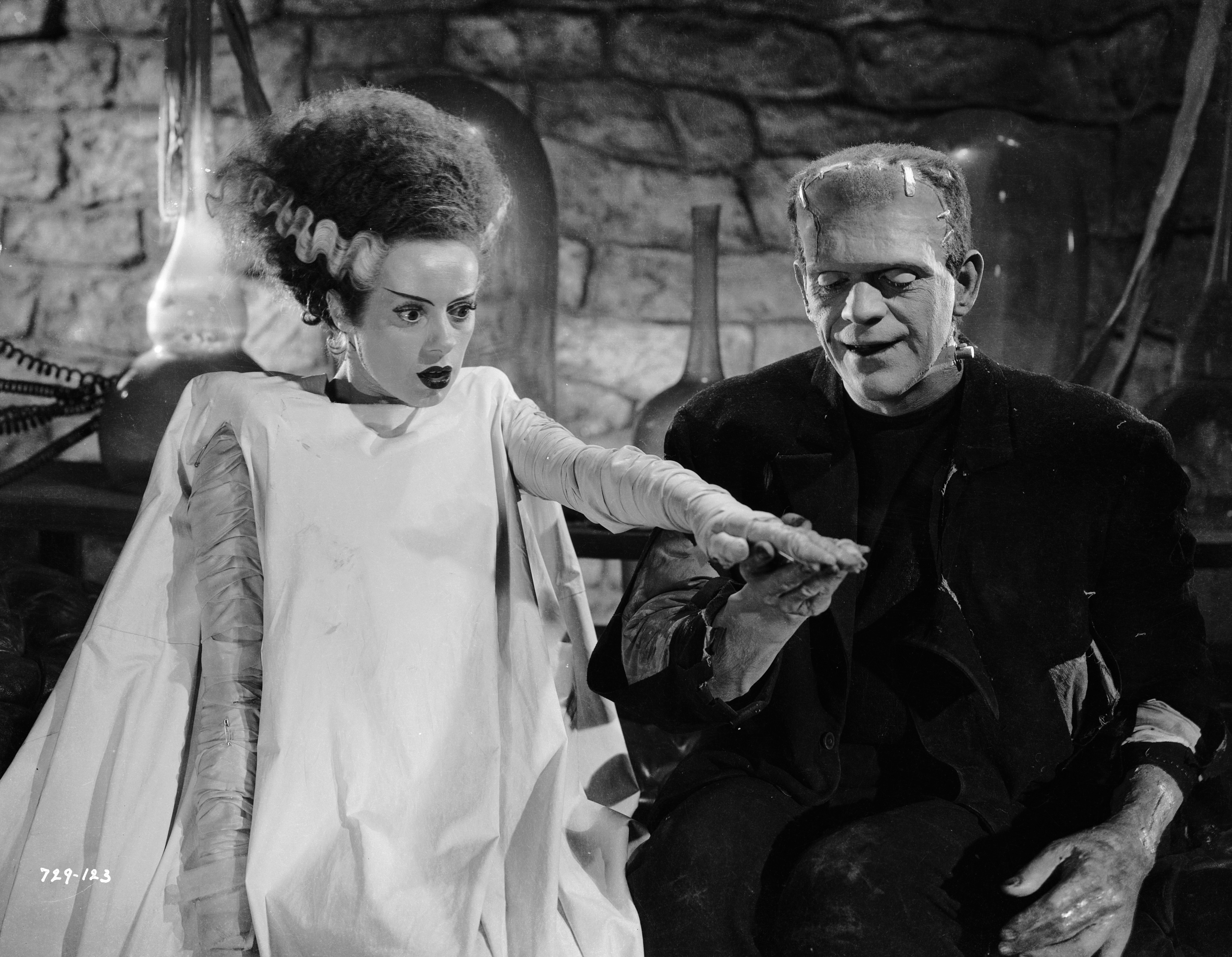
La fiancée (Elsa Lanchester) et son fiancé (Boris Karloff) dans une scène du film.

La musique, orchestrée par Jean-Claude Vannier, s'évertue à jouer une équivalence sonore — inquiétante et obsédante — à la démarche saccadée du monstre de Frankenstein, dont la fuite est illustrée par un pont instrumental, car « Après quelques décharges électriques / Il se mit à rouler des mécaniques / Puis renversant bec, benzène et cornue / Il disparut ». Sachant que Serge Gainsbourg a déjà emprunté quelques thèmes musicaux du répertoire classique pour composer les musiques de certaines chansons, et sans forcément l'indiquer (voir la section Emprunts et plagiats de l'article Serge Gainsbourg), pour composer la musique de Frankenstein, il pourrait s'être inspiré de quelques mesures de la Valse en la bémol majeur, opus 69, no 1 (dite Valse de l'adieu) de Frédéric Chopin que Serge Gainsbourg interprète au piano pour la RTF en 1962 (en écoute Archive INA).
La chanson fait quelques percées çà et là dans l’audiovisuel, et tardivement, comme sur la Deuxième chaîne de l'ORTF dans le Top à Dutronc diffusé du 2 mars 1974 où l'on voit la créature (Jacques Dutronc) venir finalement étrangler sa « fiancée » (France Gall). Ce qui diffère de la fin du film où les monstrueux fiancés sont ensevelis sous les décombres après l'explosion du laboratoire du docteur Frankenstein qui a réussi à s'enfuir.

## Accueil
Bertrand de Labbey, agent artistique de ce disque, qui a tout fait pour mener à bien sa production, déclare : « Nous avons été très déçus que ça ne marche pas ». Quant à Gilles Verlant, il serait plutôt de l'avis de France Gall : « On dirait que Serge se fourvoie et qu’il livre à France des chansons rigolotes tout juste dignes d’un show télévisé : qui peut en effet rêver d'un come-back avec un machin, aussi amusant et bien ficelé soit-il que Frankenstein ? ». Guillaume Duthoit écrit sur Poinculture que l'échec de la chanson n'a pas empêché le passage du temps de faire reconnaître ses qualités : « Il se passe quatre ans avant que l’entourage de France Gall ne fasse à nouveau appel aux talents de l'homme à tête de chou qui travaille à l'époque avec Jean-Claude Vannier. « Frankenstein » est la face A de ce 45 t sorti en 1972 qui signe la fin de la collaboration Gall/Gainsbourg. Ce hit n’a pas du tout marché, mais le disque est devenu culte entre temps. On se retrouve pourtant ici devant une pépite dans laquelle le beau Serge fait des rimes en –rankenstein : Fallait un cerveau aussi grand qu'-Einstein / Pour en greffer un autre à Frankenstein. »

## Frankensteinpar Boris Vian
En 1958, paraît aux États-Unis la chanson parodique Frankenstein écrite et composée par Lou Bartel et interprétée par lui-même sous le pseudonyme de Bart Lewis. Boris Vian (c'est en découvrant celui-ci sur scène que Serge Gainsbourg se lança dans la chanson) en effectue l'adaptation française,, interprétée la même année par Roland Gerbeau. Reprise en 1959 par Louis Massis,.

### Chansons de Serge Gainsbourg écrites pour France Gall
- N'écoute pas les idoles (1964).
- Laisse tomber les filles (1964).
- Poupée de cire poupée de son (1965).
- Attends ou va-t'en (1965).
- Nous ne sommes pas des anges (1965).
- Baby Pop (1966).
- Les Sucettes (1966).
- Dents de lait dents de loup, duo interprété avec Serge Gainsbourg à la télévision le 11 janvier 1967, édité sur le DVD Gainsbourg 1958-1967 (1994)[11],[12].
- Néfertiti (1967).
- Bloody Jack (enregistrée le 2 juillet 1967). Chanson restée inédite jusqu'en 2003 (compilation SOS mesdemoiselles, volume 5 de la collection Pop à Paris, CD Universal Music 069 113-2), qui associe la musique de Teenie Weenie Boppie et le texte Bloody Jack, interprété ultérieurement sur une autre musique par Serge Gainsbourg (album Initials B.B., 1968), puis par Zizi Jeanmaire (45 tours Disc'AZ EP‑1199, 1968).
- Teenie Weenie Boppie (juillet 1967).
- Qui se souvient de Caryl Chessman ?, titre inédit, enregistré en 1967. Informations succinctes sur cet enregistrement : d'après Yves-Ferdinand Bouvier et Serge Vincendet, Gainsbourg chante tandis que France Gall fait les chœurs[4].
- Frankenstein.
- Les Petits Ballons (1972).